# Großsteingrab Fruervanggård
Das Großsteingrab Fruervanggård war eine megalithische Grabanlage der jungsteinzeitlichen Nordgruppe der Trichterbecherkultur im Kirchspiel Tjæreby in der dänischen Kommune Hillerød. Es wurde im 19. Jahrhundert zerstört.

## Lage
Das Grab lag östlich von Borup und südwestlich des Hofs Fruervadgård auf einem Feld. In der näheren Umgebung gibt bzw. gab es mehrere weitere megalithische Grabanlagen.

## Forschungsgeschichte
Im Jahr 1887 führten Mitarbeiter des Dänischen Nationalmuseums eine Dokumentation der Fundstelle durch. Zu dieser Zeit waren keine baulichen Überreste mehr auszumachen.

## Beschreibung

### Architektur
Über eine Hügelschüttung liegen keine Angaben vor. Die möglicherweise frei stehende Grabkammer dürfte nach Klaus Ebbesen als Urdolmen anzusprechen sein, in der Datenbank Fund og Fortidsminder ist sie hingegen als Steinkiste registriert. Sie war ost-westlich orientiert und bestand aus je einem Wandstein an den Langseiten, je einem Abschlussstein an den Schmalseiten und einem großen Deckstein. Zu den Maßen der Kammer liegen keine Angaben vor.

### Funde
In der Kammer wurden menschliche Schädel und eine herzförmige Pfeilspitze aus Feuerstein gefunden.